# Château de Fouranges
Le château de Fouranges est un château situé à Broût-Vernet, en France.

## Localisation
Le château est situé à la pointe sud de la commune de Broût-Vernet, dans le département de l'Allier, en région Auvergne-Rhône-Alpes. Sa façade s'ouvre à l'ouest et domine légèrement le vallon de l'Andelot. Il est accessible par la petite route qui relie Saint-Pont au Mayet-d'École.

## Description
Le château actuel semble dater du XVIIIe siècle ; il figure sur la carte de Cassini. Il a été précédé d’un château ou d’une maison noble au XVIe siècle,.

## Historique
Le château de Fouranges a remplacé une construction plus ancienne dont les seigneurs sont attestés au XVIIe siècle. En 1634, Gabrielle Chamalet possède la terre de Fouranges qu'elle a héritée de son père, Antoine Chamalet, seigneur de Fouranges. Par son mariage, cette terre est transmise à Pierre de Coustaud, seigneur de Fontviolant à Saint-Germain-de-Salles.